# Falmouth (Massachusetts)
Falmouth é uma vila localizada no condado de Barnstable no estado estadounidense de Massachusetts. No Censo de 2010 tinha uma população de 31.531 habitantes e uma densidade populacional de 223,65 pessoas por km².

## Geografia
Falmouth encontra-se localizado nas coordenadas 41° 35′ 41″ N, 70° 35′ 56″ O. Segundo a Departamento do Censo dos Estados Unidos, Falmouth tem uma superfície total de 140.98 km², da qual 114.14 km² correspondem a terra firme e (19.04%) 26.84 km² é água.

## Demografia
Segundo o censo de 2010, tinha 31.531 pessoas residindo em Falmouth. A densidade populacional era de 223,65 hab./km². Dos 31.531 habitantes, Falmouth estava composto pelo 91.91% brancos, o 1.88% eram afroamericanos, o 0.58% eram amerindios, o 1.3% eram asiáticos, o 0.04% eram insulares do Pacífico, o 1.57% eram de outras raças e o 2.72% pertenciam a duas ou mais raças. Do total da população o 1.79% eram hispanos ou latinos de qualquer raça.